# Полинильпотентная группа
Полинильпотентная группа ― группа, обладающая конечным нормальным рядом, факторы которого нильпотентны; такой ряд называется полинильпотентным. Длина кратчайшего полинильпотентного ряда полинильпотентной группы называется её полинильпотенной длиной. Класс всех полинильпотентных групп совпадает с классом всех разрешимых групп; однако, вообще говоря, полинильпотентная длина меньше разрешимой. Полинильпотентные группы длины 2 называется метанильиотентными.
Все группы, обладающие (возрастающим) полинильпотентным рядом длины {\displaystyle \ell }, факторы которого (в порядке возрастания ряда) имеют классы нильпотентности, не превосходящие чисел {\displaystyle c_{1},c_{2},...,c_{\ell }} соответственно, образуют многообразие групп, являющееся произведением нильпотентных многообразий. Свободные группы такого многообразия называются свободными полинильпотентными группами.